# Supercopa de los Países Bajos 2005
La Supercopa de los Países Bajos 2005 (Johan Cruijff Schaal 2005 en neerlandés) fue la 16.ª edición de la Supercopa de los Países Bajos. El partido se jugó el 5 de agosto de 2005 en el Amsterdam Arena entre el PSV Eindhoven, campeón de la Eredivisie 2004-05 y de la KNVB Beker 2004-05, contra el Ajax de Ámsterdam, subcampeón de la Eredivisie. Ajax ganó por 2-1 en el Amsterdam Arena frente a 32.000 espectadores.
| PSV Eindhoven     |  | Bandera de los Países Bajos |  | Campeón de la Eredivisie 2004-05 Campeón de la Copa de los Países Bajos 2004-05 |
| Ajax de Ámsterdam |  | Bandera de los Países Bajos |  | Subcampeón de la Eredivisie 2004-05                                             |

## Partido
| 5 de agosto de 2005, 18:00 | PSV Eindhoven | 1:2 (0:0) | Ajax de Ámsterdam        | Amsterdam Arena, Ámsterdam                               |                                                          |
|                            | Bouma 51'     | Reporte   | 72' Boukhari · 78' Babel | Asistencia: 32.000 espectadores Árbitro(s): Jan Wegereef | Asistencia: 32.000 espectadores Árbitro(s): Jan Wegereef |

|                                      |
| Campeón Ajax de Ámsterdam 5.º título |